# Eugène Mousset
Johann Michel Eugen (Eugène) Mousset (Esch-sur-Alzette, 26 september 1877 – aldaar, 14 februari 1941) was een Luxemburgs kunstschilder en tekenaar.

## Leven en werk
Eugène Mousset was een zoon van koopman Franz August Mousset en Maria Angelika Dutreux. Hij bezocht het Athénée grand-ducal, als leerling van Michel Engels. Hij volgde een kunstopleiding in Karlsruhe en studeerde een jaar aan de kunstacademie van München. Dominique Lang, oud-klasgenoot aan het atheneum, haalde hem over naar Antwerpen te komen, waar hij drie jaar studeerde aan de Koninklijke Academie voor Schone Kunsten. Hij gaf als maître de dessin (1905) en proffesseur de dessin (1924) les aan de Industrieschool in Esch.
Mousset schilderde onder meer portretten en landschappen en was gespecialiseerd in herfstbossen en winterlandschappen.  Hij was lid van de Cercle Artistique de Luxembourg, waar hij vanaf 1902 tot 1937 deelnam aan de jaarlijkse salons. Hij won er in 1916 de Prix Grand-Duc Adolphe.
Eugène Mousset overleed op  63-jarige leeftijd. Ter gelegenheid van zijn 100e geboortedag werd in 1977 in het Théâtre municipal in Esch een retrospectief gehouden. In 1982 gebruikte de Luxemburgse Post een van zijn winterlandschappen voor een postzegel.

## Enkele werken

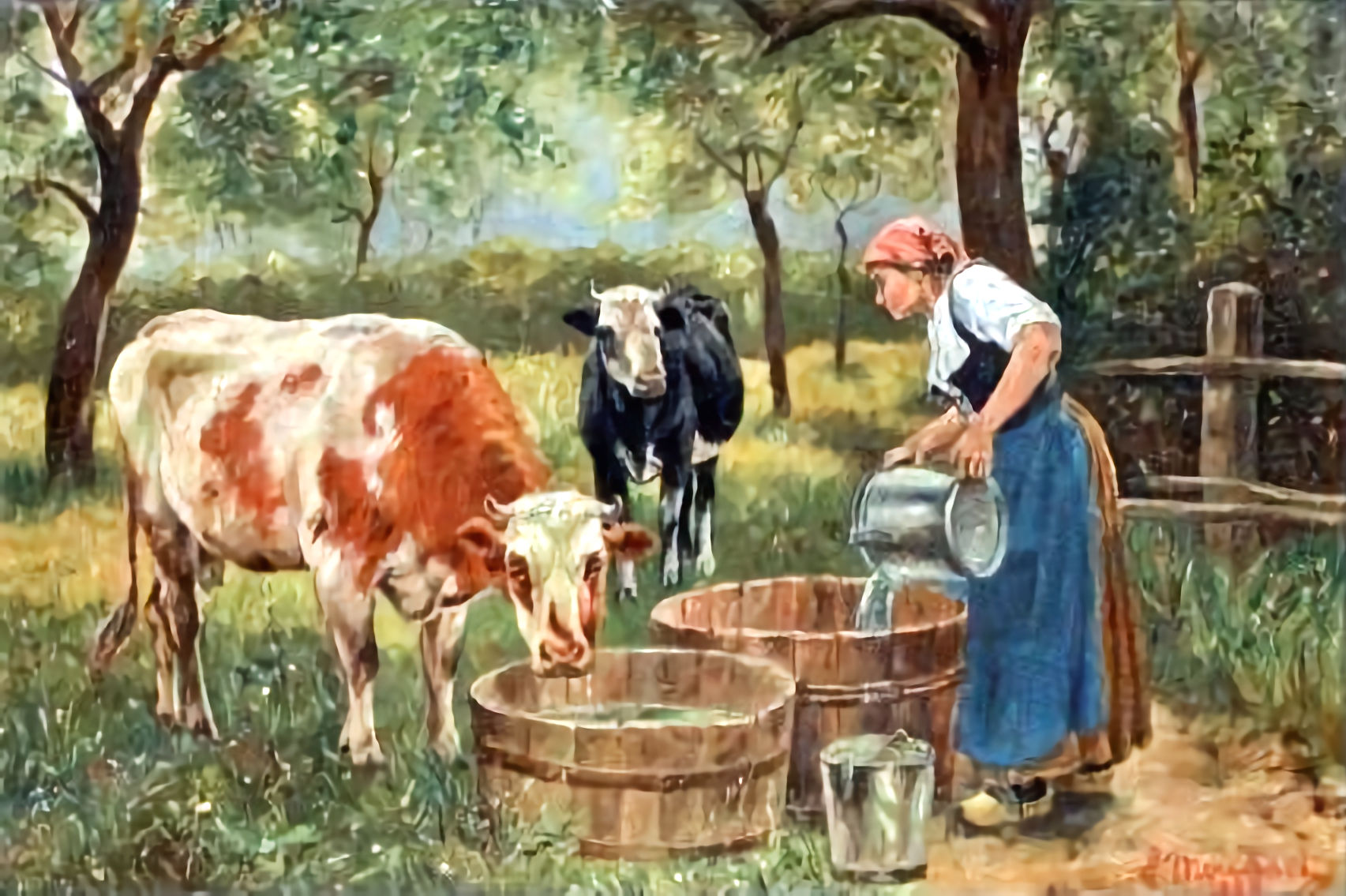
La gardienne des vaches (1904)
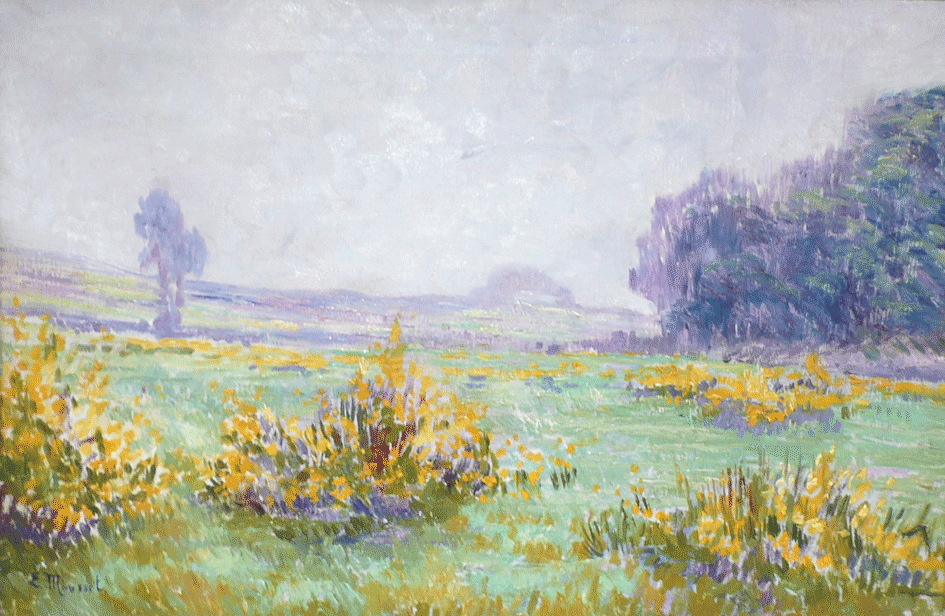
Paysage
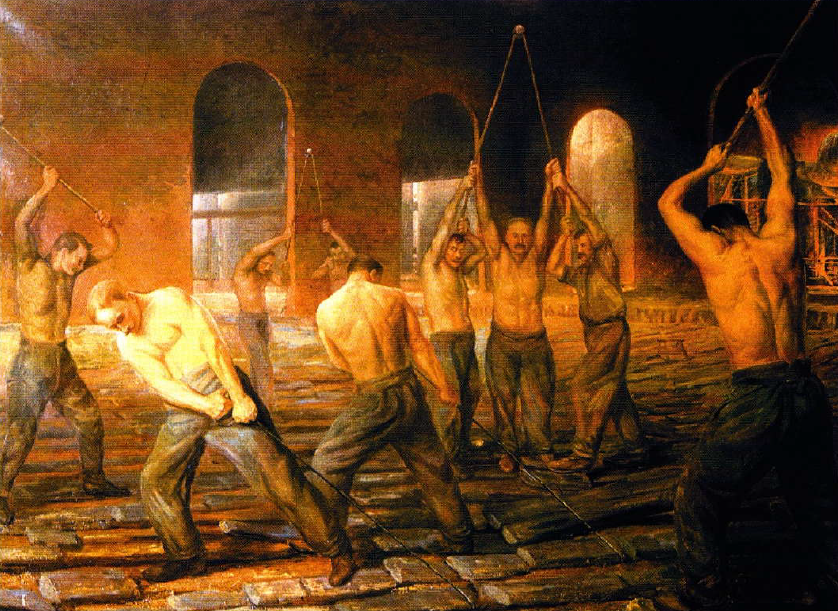
Les casseurs de fonte (1908)
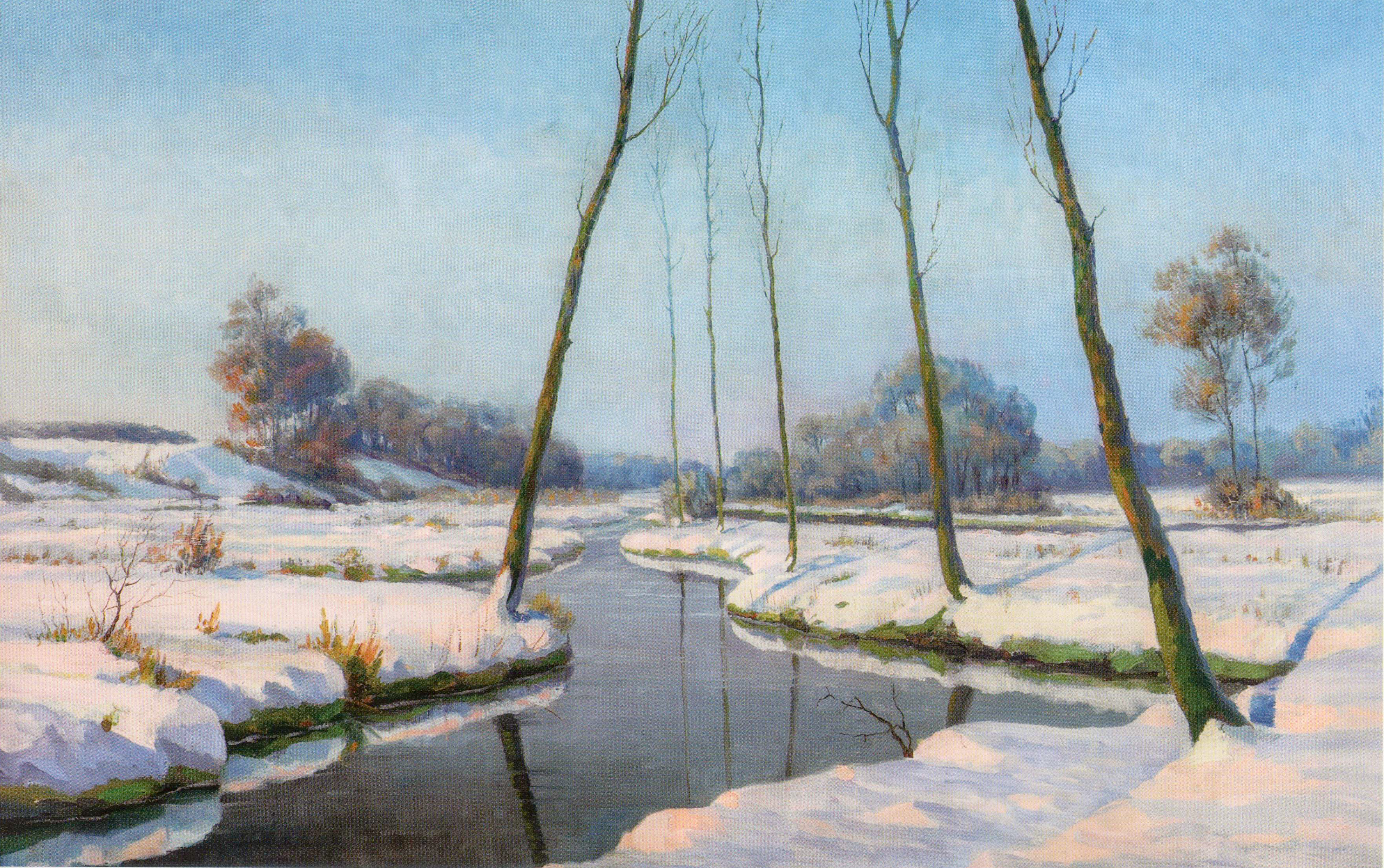
Paysage enneigé (1910), collectie Musée national d'archéologie, d'histoire et d'art